# Sewa
Sewa és un gènere de papallones nocturnes de la subfamília Drepaninae.

## Taxonomia
- Sewa orbiferata (Walker, 1862)
- Sewa taiwana (Wileman, 1911)